# 職田法
職田法是朝鮮王朝前期施行的土地制度，於1466年施行。
朝鲜王朝最初土地制度是科田法，授田予两班退職後仍可保留。後來土地不足，只授田在職两班，這是削弱官吏經濟、強化国家經濟力的政策。但是兩班鑑於退休後失去土地的預期心理，對平民的剝削更為嚴重。十六世纪后，由於土地不足，1556年以俸禄取代。